# Тунманн, Иоганн Эрих
Иоганн Эрих Тунманн (Johann Erich Tunmann; 1746—1778) — шведский историк.
В 1769 г. за «De origine Billungorum» получил степень магистра в Грейфсвальде.
Затем состоял профессором красноречия и философии в Галльском университете.
Напечатал на немецком языке:
- «Unters uchungen ü ber d. aelt. Gesch. d. nordisch. Volker» (Б., 1772),
- «Die letzten Jahre Antiochus Hierax» (1775),
- «Die Entdeckung Americas von den Normannen» (1776).

Кроме того, Тунманну принадлежат два труда: о крымских государствах (в Бюшинговой географии) и о народах Восточной Европы: болгарах, хазарах, венграх, валахах, албанцах и др. Тунманн составил и издал описание Крымского ханства впервые в 1777 году, т. е. до русского завоевания 1783 года, в период формальной самостоятельности ханства. Второе же издание, немецкое и французское, издано в 1784 году, после русского завоевания.
- Тунманн, Й. Крымское ханство. — Симферополь, 1936.
- Тунманн. Крымское ханство. — Симферополь: Таврия, 1991.